# Le Mesnil-Réaume
Le Mesnil-Réaume est une commune française située dans le département de la Seine-Maritime en région Normandie.

## Géographie

### Localisation
Située à une petite heure de route de Rouen, deux heures de Paris et 45 minutesde Dieppe, Le Mesnil-Réaume est une commune rurale en pleine expansion du nord de la Seine-Maritime (Haute Normandie).
| Baromesnil           | Monchy-sur-Eu |                 |
|                      | Mesnil-Réaume | Melleville      |
| Cuverville-sur-Yères | Sept-Meules   | Villy-sur-Yères |

Elle bénéficie de la proximité des 10 000 hectares de la forêt d'Eu et du rayonnement de la vallée de la Bresle, mondialement reconnue pour le savoir-faire de ses maîtres verriers depuis le Moyen Âge, premier pôle mondial du flaconnage de luxe.
Sa vallée verdoyante, moitié normande, moitié picarde, est piquetée d’étangs avec un environnement riche d’espèces animales et végétales.
La commune se trouve à proximité du port de pêche du Tréport et de la station balnéaire de Mers-les-Bains.
La superficie du Mesnil-Réaume est de 555 hectares (5,55 km2) avec une altitude minimum de 92 mètres et un maximum de 156 mètres.
Les citoyens du Mesnil-Réaume sont nommés les Mesnillais et les Mesnillaises.
Le Mesnil-Réaume est rattachée à la communauté de communes des Villes Sœurs.

### Hydrographie
La commune est située dans le bassin Seine-Normandie. Elle n'est drainée par aucun cours d'eau,.

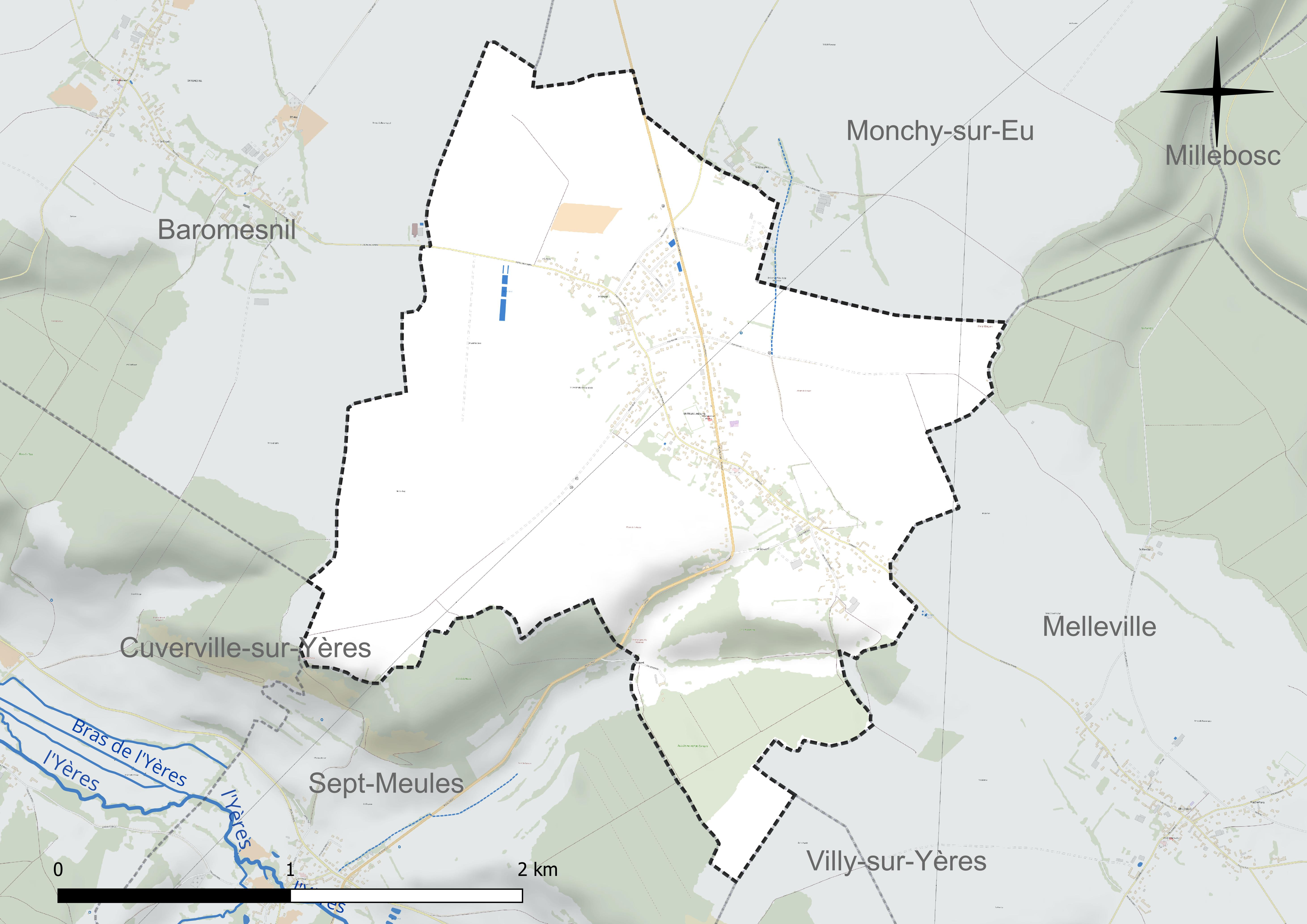
Réseau hydrographique du Mesnil-Réaume.

### Climat
Pour des articles plus généraux, voir Climat de la Normandie et Climat de la Seine-Maritime.
En 2010, le climat de la commune est de type climat océanique franc, selon une étude du CNRS s'appuyant sur une série de données couvrant la période 1971-2000. En 2020, Météo-France publie une typologie des climats de la France métropolitaine dans laquelle la commune est exposée à un climat océanique et est dans la région climatique Côtes de la Manche orientale, caractérisée par un faible ensoleillement (1 550 h/an) ; forte humidité de l’air (plus de 20 h/jour avec humidité relative > 80 % en hiver), vents forts fréquents. Parallèlement le GIEC normand, un groupe régional d’experts sur le climat, différencie quant à lui, dans une étude de 2020, trois grands types de climats pour la région Normandie, nuancés à une échelle plus fine par les facteurs géographiques locaux. La commune est, selon ce zonage, exposée à un « climat maritime », correspondant au Pays de Caux, frais, humide et pluvieux, légèrement plus frais que dans le Cotentin.
Pour la période 1971-2000, la température annuelle moyenne est de 10,1 °C, avec une amplitude thermique annuelle de 12,8 °C. Le cumul annuel moyen de précipitations est de 920 mm, avec 13,4 jours de précipitations en janvier et 8,6 jours en juillet. Pour la période 1991-2020, la température moyenne annuelle observée sur la station météorologique la plus proche, située sur la commune d'Oisemont à 23 km à vol d'oiseau, est de 11,1 °C et le cumul annuel moyen de précipitations est de 801,4 mm,. Pour l'avenir, les paramètres climatiques de la commune estimés pour 2050 selon différents scénarios d’émission de gaz à effet de serre sont consultables sur un site dédié publié par Météo-France en novembre 2022.

## Urbanisme

### Typologie
Au 1er janvier 2024, Le Mesnil-Réaume est catégorisée bourg rural, selon la nouvelle grille communale de densité à sept niveaux définie par l'Insee en 2022.
Elle est située hors unité urbaine. Par ailleurs la commune fait partie de l'aire d'attraction d'Eu, dont elle est une commune de la couronne,. Cette aire, qui regroupe 26 communes, est catégorisée dans les aires de moins de 50 000 habitants,.

### Occupation des sols
L'occupation des sols de la commune, telle qu'elle ressort de la base de données européenne d’occupation biophysique des sols Corine Land Cover (CLC), est marquée par l'importance des territoires agricoles (81,6 % en 2018), en diminution par rapport à 1990 (83,1 %). La répartition détaillée en 2018 est la suivante : 
terres arables (73,2 %), zones urbanisées (9,2 %), forêts (9,2 %), prairies (7,9 %), zones agricoles hétérogènes (0,5 %). L'évolution de l’occupation des sols de la commune et de ses infrastructures peut être observée sur les différentes représentations cartographiques du territoire : la carte de Cassini (XVIIIe siècle), la carte d'état-major (1820-1866) et les cartes ou photos aériennes de l'IGN pour la période actuelle (1950 à aujourd'hui).

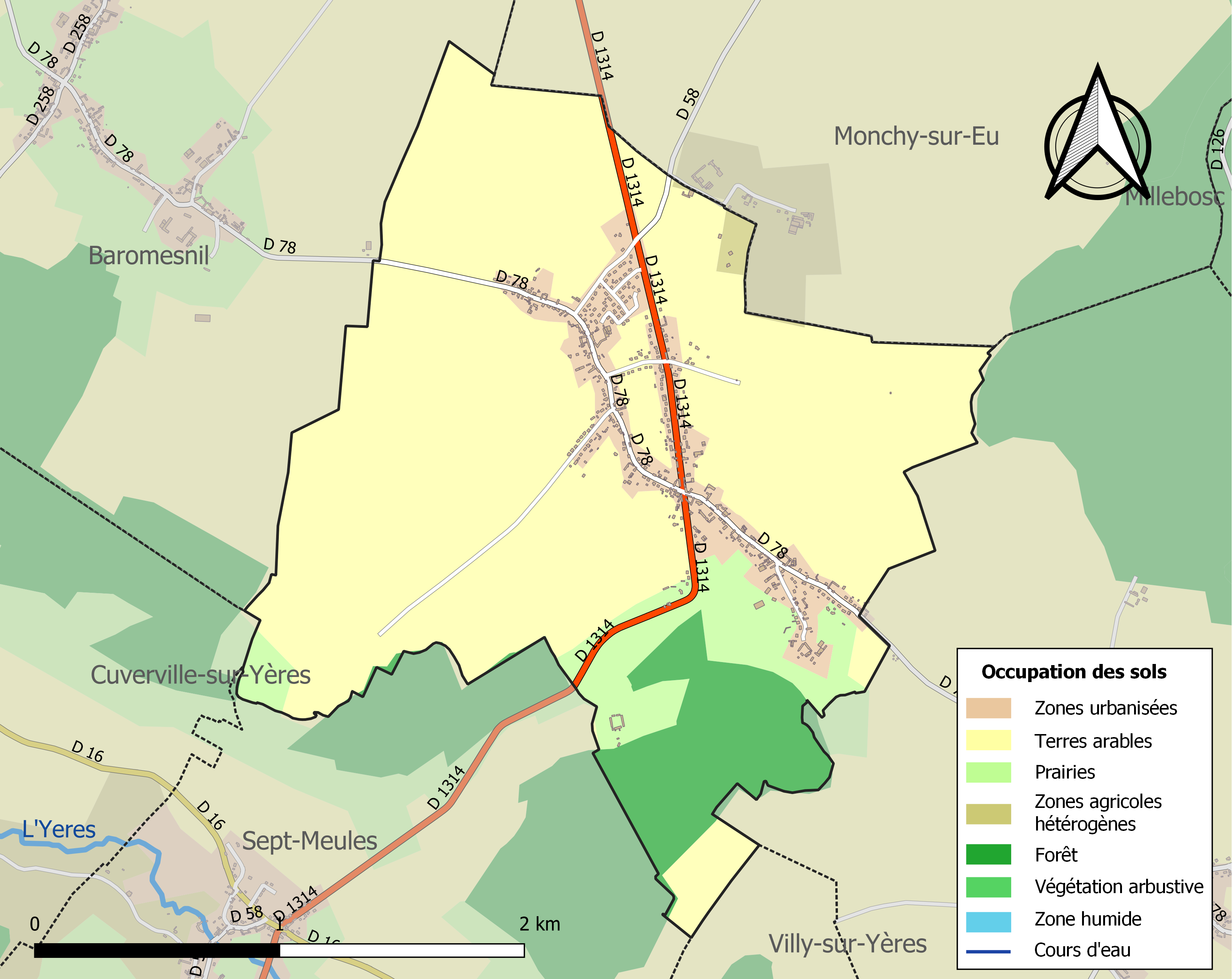
Carte des infrastructures et de l'occupation des sols de la commune en 2018 (CLC).

## Toponymie
Le nom de la localité est attesté sous les formes Mesnil Rainelme en 1106, Maisnillum Radulphi en 1191.
Mesnil est un ancien nom commun tombé en désuétude et qui se retrouve aujourd'hui dans de nombreux toponymes. Mesnil désignait jusqu'à l'Ancien Régime un domaine rural.

## Politique et administration
| Période                                  | Période                       | Identité           | Étiquette | Qualité                                                                                             |
| ---------------------------------------- | ----------------------------- | ------------------ | --------- | --------------------------------------------------------------------------------------------------- |
| Les données manquantes sont à compléter. |                               |                    |           | |
| mars 2001                                | mars 2007                     | Jacqueline Duhamel |           | |
| mars 2007                                | En cours (au 20 juillet 2020) | Bruno Saintyves    |           | Cadre commercial Vice-président de la CC des Villes Sœurs (2020 → ) Réélu pour le mandat 2020-2026, |

## Population et société

### Démographie
L'évolution du nombre d'habitants est connue à travers les recensements de la population effectués dans la commune depuis 1793. Pour les communes de moins de 10 000 habitants, une enquête de recensement portant sur toute la population est réalisée tous les cinq ans, les populations de référence des années intermédiaires étant quant à elles estimées par interpolation ou extrapolation. Pour la commune, le premier recensement exhaustif entrant dans le cadre du nouveau dispositif a été réalisé en 2004.

En 2022, la commune comptait 802 habitants, en évolution de +1,13 % par rapport à 2016 (Seine-Maritime : +0,35 %, France hors Mayotte : +2,11 %).
| 1793 | 1800 | 1806 | 1821 | 1831 | 1836 | 1841 | 1846 | 1851 |
| ---- | ---- | ---- | ---- | ---- | ---- | ---- | ---- | ---- |
| 249  | 174  | 292  | 279  | 331  | 313  | 318  | 325  | 328  |

| 1856 | 1861 | 1866 | 1872 | 1876 | 1881 | 1886 | 1891 | 1896 |
| ---- | ---- | ---- | ---- | ---- | ---- | ---- | ---- | ---- |
| 355  | 383  | 344  | 341  | 306  | 286  | 290  | 301  | 291  |

| 1901 | 1906 | 1911 | 1921 | 1926 | 1931 | 1936 | 1946 | 1954 |
| ---- | ---- | ---- | ---- | ---- | ---- | ---- | ---- | ---- |
| 303  | 318  | 271  | 258  | 259  | 266  | 230  | 231  | 249  |

| 1962 | 1968 | 1975 | 1982 | 1990 | 1999 | 2004 | 2006 | 2009 |
| ---- | ---- | ---- | ---- | ---- | ---- | ---- | ---- | ---- |
| 251  | 250  | 435  | 461  | 464  | 439  | 458  | 464  | 577  |

| 2014 | 2019 | 2022 | - | - | - | - | - | - |
| ---- | ---- | ---- | - | - | - | - | - | - |
| 741  | 793  | 802  | - | - | - | - | - | - |

### Enseignement
En matière d'enseignement primaire, les écoles de Baromesnil, Le Mesnil-Réaume et Monchy-sur-Eu sont organisées en regroupement pédagogique intercommunal. Au Mesnil-Réume, les services de cantine et de garderie facilitent l'accueil des élèves. Ce regroupement couvre les communes de Monchy-sur-Eu, Baromesnil, Villy-sur-Yères, Sept-Meules, Cuverville-sur-Yères et Le Mesnil-Réaume. Il concerne 160 élèves pour l'année scolaire 2023-2024.

## Culture locale et patrimoine

### Lieux et monuments

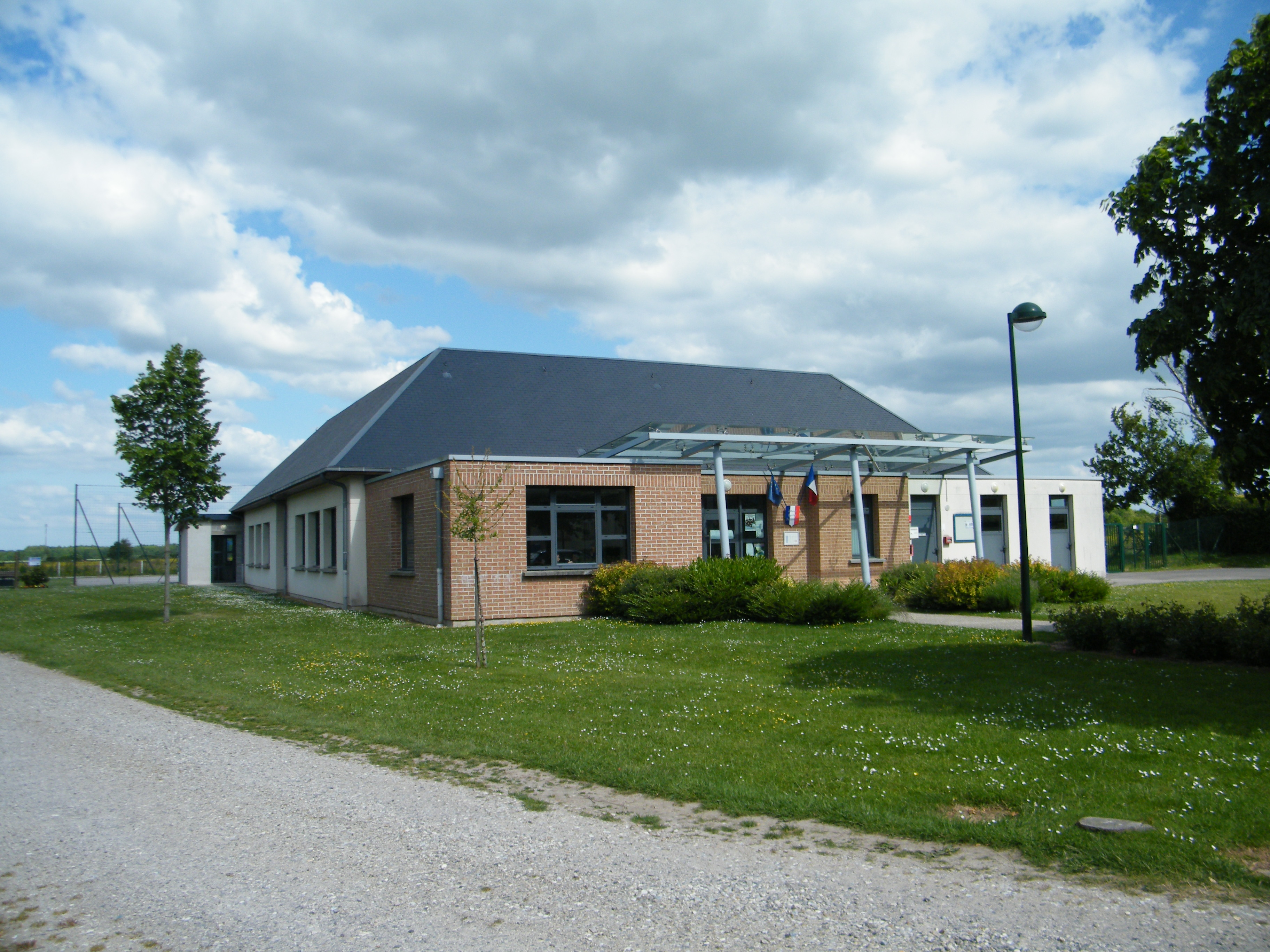
Bâtiments communaux.
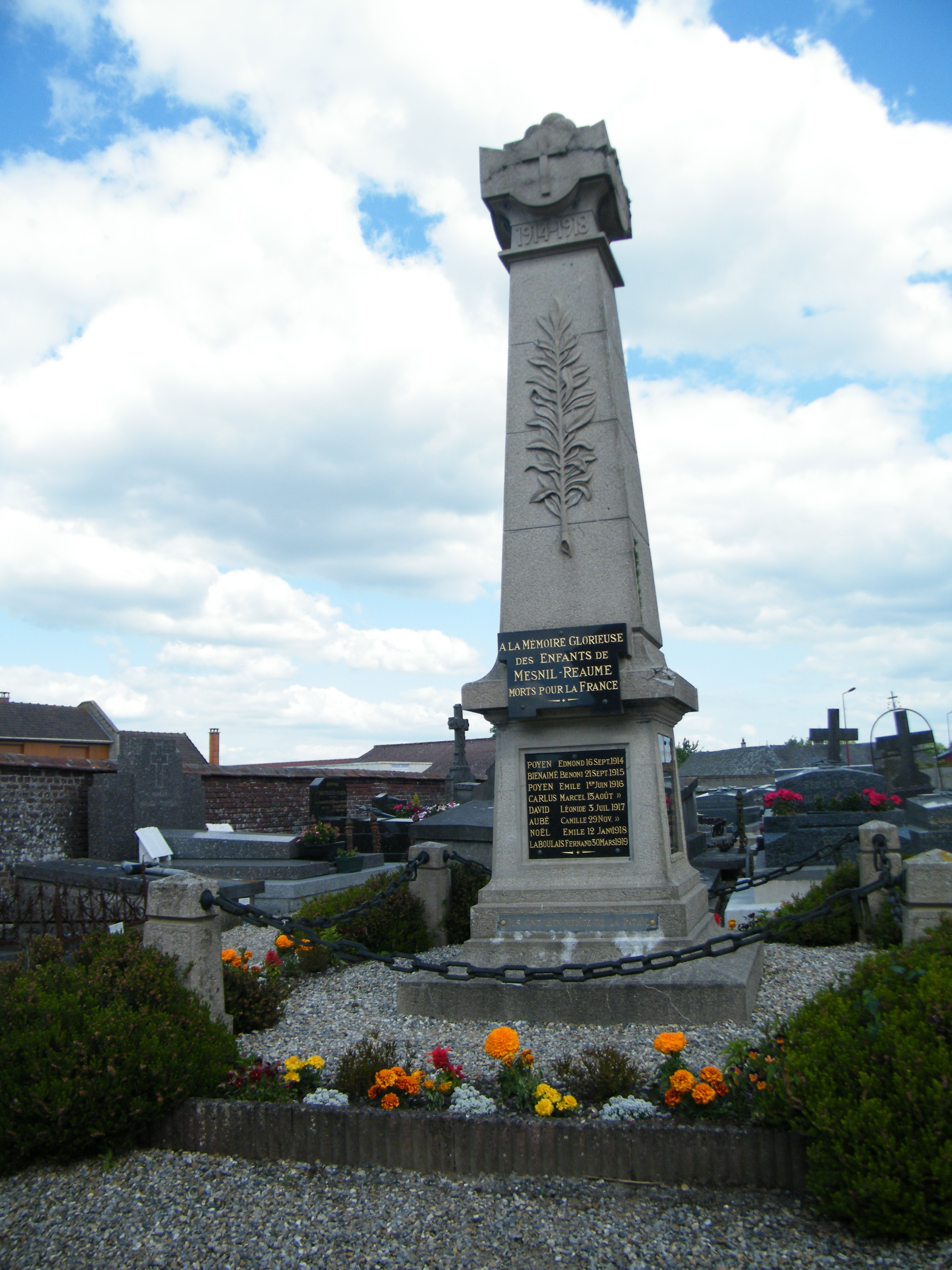
Monument aux morts.
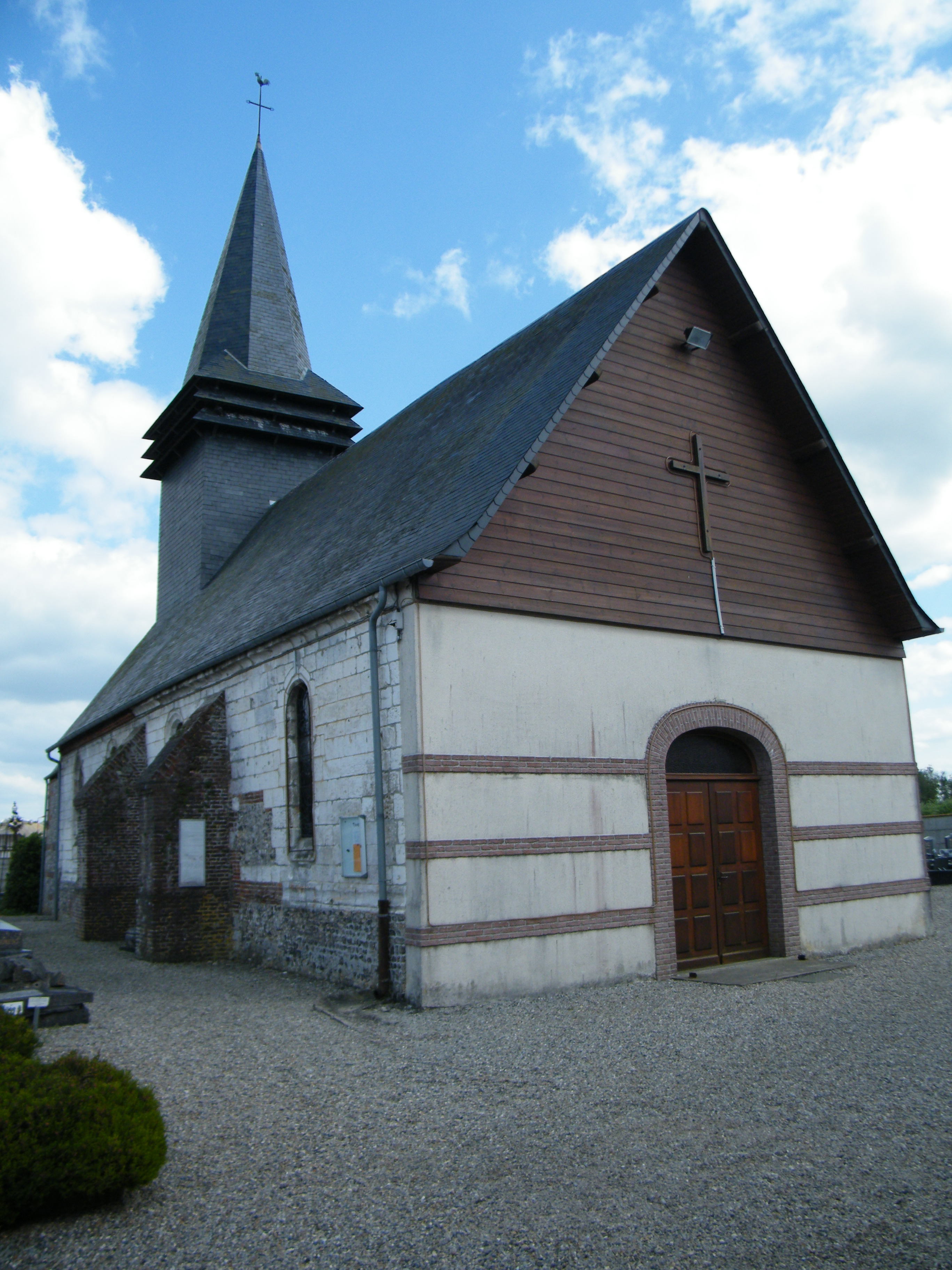
L'église.

Le Mesnil-Réaume se situe au cœur d'une région touristique qui attire promeneurs et sportifs.
La Picardie maritime possède de beaux exemples d'architecture gothique ou médiévale et les côtes de la baie de Somme, situées à proximité, offrent toute la gamme des loisirs de plein air.
Le Crotoy, Saint-Valery-sur-Somme et Le Hourdel (33 kilomètres).
À proximité du Mesnil-Réaume (8 kilomètres), la ville d'Eu avec son château de type Renaissance et son parc arboré, la collégiale Notre-Dame et Saint-Laurent O'Toole sont à visiter.
Le Tréport et Mers-les-Bains (14 kilomètres) sont des stations balnéaires labellisées qui possèdent une plage de galets et de sable à marée basse d'environ un kilomètre de long ainsi que de hautes falaises de craie. Au sommet de ces dernières, près de l'arrivée du funiculaire du Tréport  ou de la statue de Notre-Dame à Mers-les-Bains, se dégage un vaste panorama. Par temps clair, la côte picarde se dévoile à l'horizon jusqu'au parc du Marquenterre, lieu privilégié pour observer les oiseaux qui s’y reposent lors de leur parcours migratoire.
Des jardins et parcs reconnus sont à proximité, tels que la roseraie du château de Rambures et le jardin de Miromesnil.
Dieppe est située à 27 kilomètres, surnommée « la ville aux quatre ports ». Elle est située dans le pays de Caux, proche des villégiatures réputées de la Côte d’Albâtre, comme Varengeville-sur-Mer et Veules-les-Roses. Cette ville accueille le tour de France à la voile et le Festival mondial des cerfs-volants. Un ferry permet aux touristes de rejoindre l'Angleterre en deux heures.

### Héraldique
| Armes de Le Mesnil-Réaume | Les armes de la commune du Mesnil-Réaume se blasonnent ainsi : écartelé au 1) et au 4) de vair à la bordure de gueules, au 2) et au 3) d’or au léopard de gueules. Les deux léopards rappellent les armes de la Normandie. |